# Amphiesma octolineatum
Amphiesma octolineatum este o specie de șerpi din genul Amphiesma, familia Colubridae, descrisă de Boulenger 1904. Conform Catalogue of Life specia Amphiesma octolineatum nu are subspecii cunoscute.